# Gornje Crnatovo
Gornje Crnatovo (en serbe cyrillique : Горње Црнатово) est un village de Serbie situé dans la municipalité de Žitorađa, district de Toplica. Au recensement de 2011, il comptait 319 habitants.

## Démographie
| 1948 | 1953 | 1961 | 1971 | 1981 | 1991 | 2002 | 2011 |
| ---- | ---- | ---- | ---- | ---- | ---- | ---- | ---- |
| 550  | 576  | 579  | 562  | 528  | 408  | 391  | 319  |

|  |